# Andriivka, Verhnodniprovsk
Andriivka (în ucraineană Андріївка) este un sat în comuna Vodeane din raionul Verhnodniprovsk, regiunea Dnipropetrovsk, Ucraina.

## Demografie
Componența lingvistică a localității Andriivka
     Ucraineană (90,52%)
     Rusă (8,8%)
     Alte limbi (0,23%)
Conform recensământului din 2001, majoritatea populației localității Andriivka era vorbitoare de ucraineană (90,52%), existând în minoritate și vorbitori de rusă (8,8%).